# Stadtwerke Menden
Die Stadtwerke Menden GmbH ist als Stadtwerk Träger der öffentlichen Versorgung in Menden (Sauerland) und befindet sich zu 100 Prozent im Eigentum der Stadt Menden. Zu den Leistungen des Unternehmens gehören Strom, Erdgas, Trinkwasser, Wärme und energienahe Dienstleistungen. Das Versorgungsgebiet erstreckt sich über das Stadtgebiet Menden (Sauerland).

### Vorgeschichte und Gründung

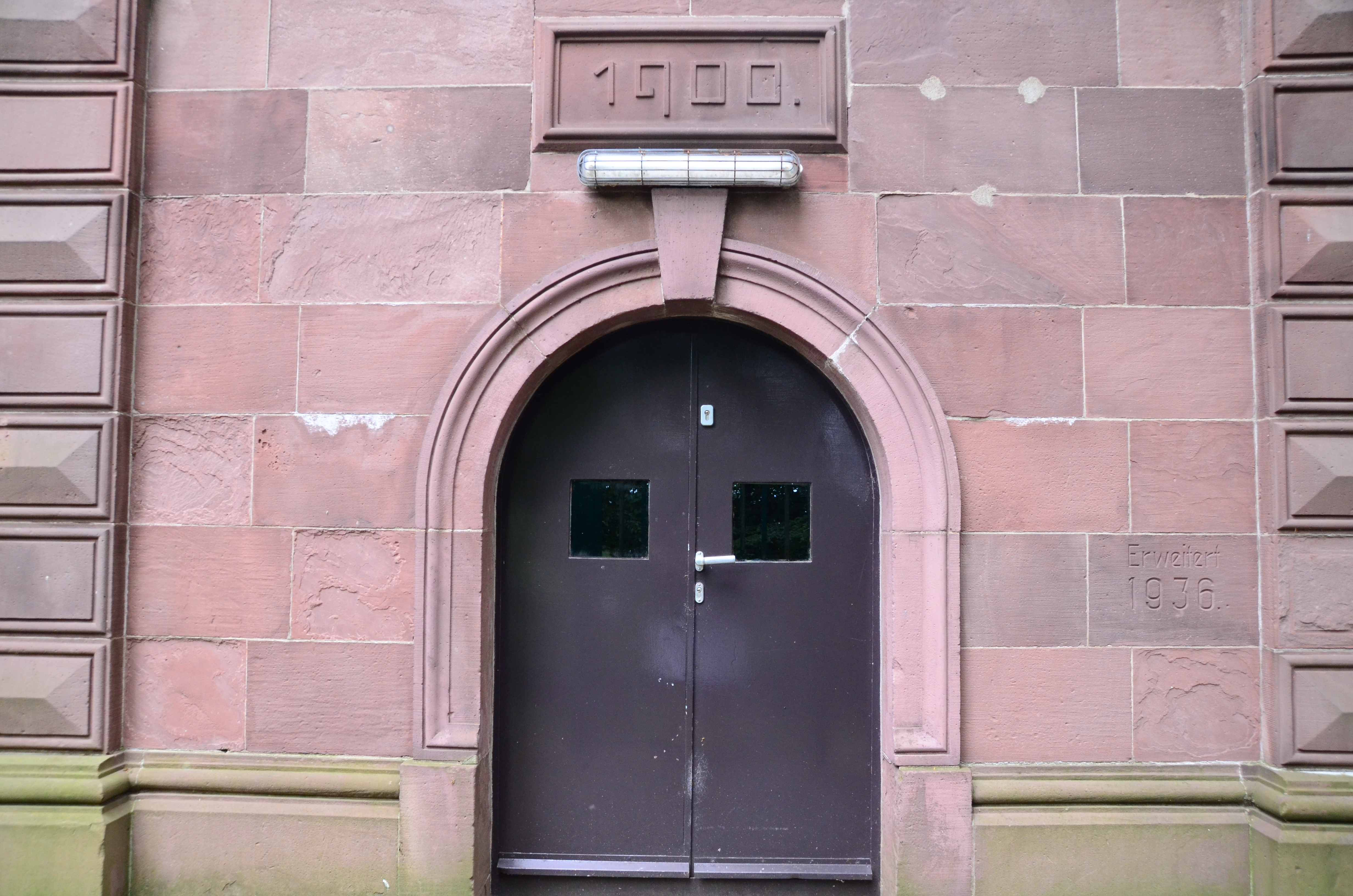
Hochbehälter am Kapellenberg in Menden

## Geschichte

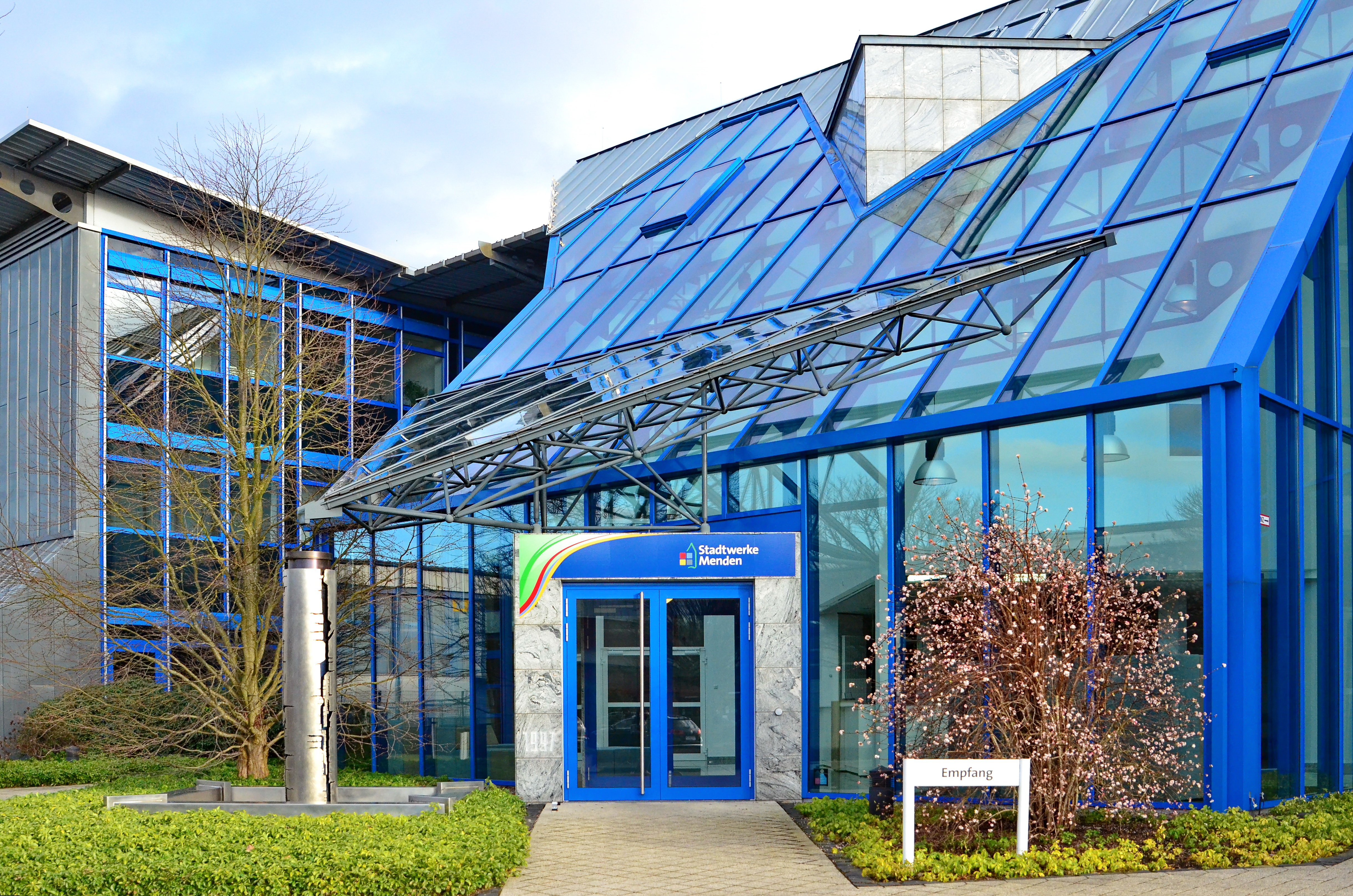
Das 1998 eingeweihte neue Verwaltungsgebäude direkt neben dem bestehenden Betriebshof-Gebäude am Papenbusch

### Gasversorgung/Erdgasversorgung
Mit der Gründung der ersten Stadt Mendener Gasanstalt zur Erzeugung von Kokereigas, die am 27. Oktober 1861 (30. März 1861 lt. Lageplan ) an der Bodelschwinghstraße / Märkische Straße ihren Betrieb aufnahm, entstanden die späteren Stadtwerke Menden. Das aus Steinkohle gewonnene Kokerei-Gas wurde vor allen Dingen als Brennstoff für die Straßenlaternen genutzt. Unter dem Namen Stadtgas nutzte man es später auch in den Haushalten zum Heizen und Kochen. 1934 wurde die Eigenerzeugung eingestellt und Menden an das Ferngasnetz der Westfälischen Ferngas AG angeschlossen. Die Umstellung von Kokereigas auf das umweltschonende Erdgas erfolgte 1968. Ein Jahr später startete die Erdgasversorgung in Lendringsen. 2002 starteten die Stadtwerke mit einer systematischen Modernisierung und Ausweitung des Erdgasnetzes in Menden und Umgebung.

### Trinkwasserversorgung
Im Jahre 1897 begannen die Planungen für den Bau eines zentralen Wasserwerks in der Horlecke. Bis dahin geschah die Deckung des Trinkwasserbedarfs in Menden notdürftig aus der so genannten Glockenteich-Leitung und mit hölzernen Pumpen aus 19 im Stadtgebiet verteilten Brunnen. Man musste mit Eimern zur nächsten öffentlichen Pumpe gehen und sich den Tagesbedarf holen. Am 1. April 1901 wurde im Wasserwerk Horlecke das erste Mal gepumpt und der Hochbehälter am Kapellenberg (1900 erbaut) mit dem geförderten Grundwasser befüllt. Aufgrund des steigenden Trinkwasserbedarfs in den ersten Jahrzehnten des 20. Jahrhunderts wurde ein Grundstück an der Ruhr in Schwitten gekauft und darauf das zweite Wasserwerk (Pumpwerk Ruhrtal) errichtet, das 1926 in Betrieb ging. Die Befüllung des Hochbehälters Kapellenberg erfolgte somit über das Pumpwerk Ruhrtal und dem Wasserwerk Horlecke. Um dem steigenden Trinkwasserbedarf der mittlerweile rund 17.000 Einwohner Mendens gerecht zu werden, wurde im Jahr 1936 der Hochbehälter Kapellenberg von ursprünglich 700 m³ auf ein Fassungsvermögen von 2400 m³ vergrößert. Nach einem Umweltskandal erfolgte 1974 die Stilllegung des Wasserwerks Horlecke. 2008 wurde das Wasserwerk Lendringsen aufgegeben und das Pumpwerke Ruhrtal vergrößert. Die Stadtwerke Fröndenberg und Stadtwerke Menden gründeten 2011 die „Wasserwerk Fröndenberg-Menden GmbH“ mit dem Ziel: Bau und Betrieb einer Trinkwasseranlage sowie Steuerung der Trinkwasserabgabe in die Netze beider Stadtwerke. Das neue Wasserwerk (WFM= Wasserwerk Fröndenberg Menden) wurde am 16. November 2012 offiziell und feierlich eröffnet.

### Stromversorgung
1910 versorgte das Westfälische–Verbandselektrizitätswerk erste Haushalte in Menden mit Strom. Am 16. Februar 1924 übernahm die Stadt Menden deren Niederspannungsnetz und trat selber als Stromlieferant auf. 1925 fand der Übergang beim Strombezug vom Westfälischen Verbands Elektrizitätswerk auf RWE statt. Der letzte Haushalt in Menden (am Heimkerweg) konnte 1940 an die Stromversorgung angeschlossen werden. Die Stadt Menden erwarb 1951 Teile des Mittelspannungsnetzes vom RWE (Rheinisch-Westfälisches Elektrizitätswerk) und 1974 dessen Betrieb. Als einer der ersten Energieversorger in Deutschland boten die Stadtwerke Menden bereits 2002 ihren Kunden an, den gesamten Strombedarf aus erneuerbaren Energiequellen zu decken.
40 Jahre lang befand sich das Verwaltungsgebäude der Stadtwerke Menden an der Märkischen Straße. Im Jahr 1998 erfolgte der Umzug in den jetzigen Stadtwerke-Sitz Am Papenbusch.
2011 feierten die Stadtwerke Menden mit einem umfangreichen Jubiläumsprogramm das ganze Jahr über gemeinsam mit den Mendener Bürgern ihren 150. Geburtstag. Im Jubiläumsjahr trugen die Stadtwerke unter anderem dazu bei, dass Mendens Wahrzeichen, der Poenigeturm, restauriert werden konnte.

## Tätigkeiten
Die Stadtwerke Menden haben in den letzten Jahren begonnen, sich aufgrund der sich wandelnden Energiewirtschaft neu zu formieren.
Das Unternehmen versorgt in Menden rund 54.500 Einwohner (Stand 1. Januar 2016) auf einer Fläche von 86 km². Die Stadtwerke Menden übernahmen am 1. Juli 2013 von der Stadt Menden die Betriebsführung für die Straßenbeleuchtung. Diese umfasst die Wartung, die Instandhaltung und die Erneuerung der Beleuchtungsanlagen mit ihrem separaten Stromnetz. Bis Ende 2015 wurden von den rund 6650 Lichtpunkten rund 2100 auf moderne LED-Technik umgerüstet. 2015 wurden zwei Großprojekte im Bereich Fernwärme realisiert. Die Stadtwerke Menden übernahmen zudem bei bestehenden Wärmelieferverträgen mit der Stadt Menden einzelne Aufgaben aus dem Bereich Facility Management. Die Stadtwerke bieten Interessenten das Photovoltaik-Pachtmodell „Mein Dach. Mein Solarstrom“ an. Den produzierenden Unternehmen bieten die Stadtwerke die Durchführung von Energieaudits auf der Grundlage der DIN EN 16247 an.
Das Unternehmen bedient sich bei der Breitbandverfügbarkeit für Telefonie- und Datennutzung im ländlichen Raum ihrer Tochtergesellschaft Telemark GmbH.
Die Stadtwerke präsentieren die momend APP (momend = mobiles Menden) zum kostenlosen Herunterladen auf ein Smartphone. Die APP versorgt mit News aus Menden und der Region und mit Informationen der Stadtwerke Menden. (Lokalnews, Events, Stadtinfos, Angebote, Vereinsnews, Ticker, Wetter, Müllabfuhrkalender etc.).
In der Innenstadt stellt die Stadtwerke Menden an zwei zentralen Plätzen öffentliche HotSpots zur Verfügung. Weiterhin findet eine gewerbliche Vermarktung von HotSpots statt.
Die Stadtwerke Menden sehen sich in der Vorreiterrolle, Elektromobilität in Menden zu etablieren und voranzutreiben. Jedem Elektromobilnutzer soll ein Zugang zur Ladeinfrastruktur ermöglicht werden – sowohl für Zweiräder als auch für Vierräder. Verbunden mit dem Carsharing-Gedanken entstand eine größere Ladestation in der Nähe des Mendener Bahnhofs in der Oberen Promenade. Die Bürger der Stadt Menden haben die Möglichkeit, das StadtwerkeE-Mobil zu leihen. Am Standort steht eine Elektroladesäule für zwei Elektrofahrzeuge und dazugehörige Parkplätze zur Verfügung und ein Fahrrad-Akku-Ladeschrank, in dem gleichzeitig sechs E-Fahrrad-Akkus schnell aufgeladen werden können. Ein weiterer Fahrrad-Akku-Ladeschrank steht an der Unnaer Straße.

### Unternehmensdaten
| Mitarbeiter      | 145         |
| Umsatz           | 106 Mio. €  |
| Stromnetz        | rund 933 km |
| Erdgasnetz       | rund 207 km |
| Trinkwassernetz  | rund 285 km |
| Stand 31.12.2023 |             |

## Unternehmensleitung
Geschäftsführer ist Matthias Lürbke. Aufsichtsratsvorsitzender ist Robin Kroll.

## Verbundene Unternehmen und Beteiligungsunternehmen
Die Stadtwerke Menden sind an mehreren Unternehmen unmittelbar beteiligt.
- 75 %: Wasserwerk Fröndenberg Menden GmbH, Sitz Menden[10]

- unter 20 %: TeleMark Telekommunikationsgesellschaft Mark mbH
- EHG Energiehandelsgesellschaft märkischer Stadtwerke GmbH
- TOBI Management GmbH
- TOBI Gaskraftwerksbeteiligungs GmbH & Co.KG
- TOBI Windenergie GmbH & Co.KG
- AOV GbR
- smartOPTIMO GmbH & Co.KG